# Töre kyrkobokföringsdistrikt

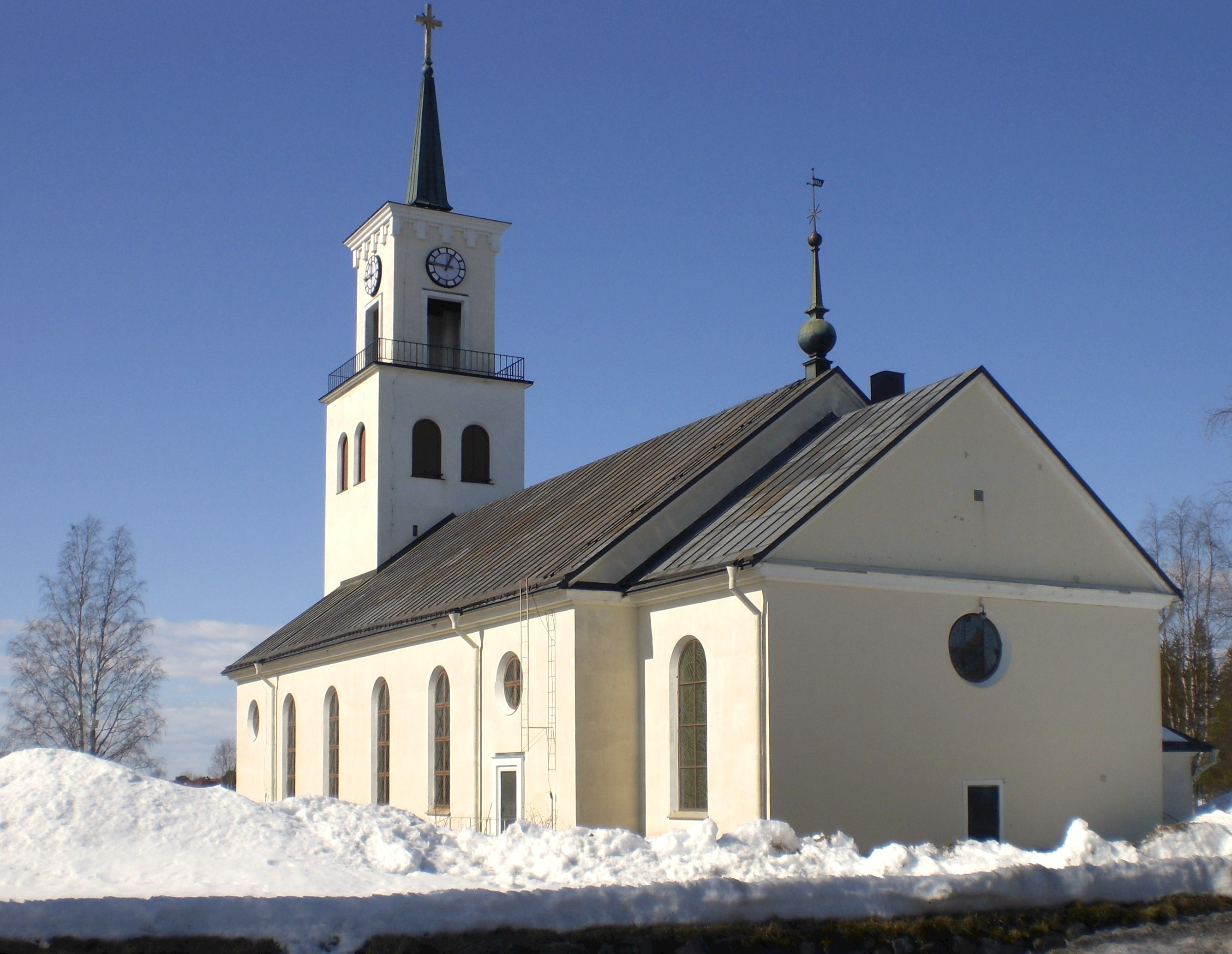
Töre kyrka.

Töre kyrkobokföringsdistrikt var ett kyrkobokföringsdistrikt (ofta förkortat kbfd) i Töre församling i Luleå stift. Dessa distrikt utgjorde delar av en församling i Sverige som i folkbokföringshänseende var likställd med en församling. Distriktet bildades den 1 januari 1929 (enligt beslut den 28 oktober 1927) när Töre församling delades upp på två kyrkobokföringsdistrikt (Töre och Morjärv) och avskaffades 1 juli 1991 när det återigen ingick i Töre församling, samtidigt som Sveriges indelning i kyrkobokföringsdistrikt upphörde.
Töre kyrkobokföringsdistrikt hade församlingskoden 251402.

## Areal
Töre kyrkobokföringsdistrikt omfattade den 1 januari 1976 en areal av 396,4 kvadratkilometer, varav 369,3 kvadratkilometer land.

## Befolkningsutveckling
| Befolkningsutvecklingen i Töre kyrkobokföringsdistrikt 1930–1990 | Befolkningsutvecklingen i Töre kyrkobokföringsdistrikt 1930–1990 | Befolkningsutvecklingen i Töre kyrkobokföringsdistrikt 1930–1990 | Befolkningsutvecklingen i Töre kyrkobokföringsdistrikt 1930–1990 | Befolkningsutvecklingen i Töre kyrkobokföringsdistrikt 1930–1990 |
| --- | ---------------------------------------------------------------- | ---------------------------------------------------------------- | ---------------------------------------------------------------- | ---------------------------------------------------------------- |
| |                                                                  |                                                                  |                                                                  |                                                                  |
| År |                                                                  |                                                                  | Folkmängd                                                        |                                                                  |
| 1930 | 1930                                                             |                                                                  | 2 834                                                            |                                                                  |
| 1935 | 1935                                                             |                                                                  | 3 011                                                            |                                                                  |
| 1940 | 1940                                                             |                                                                  | 3 094                                                            |                                                                  |
| 1945 | 1945                                                             |                                                                  | 3 187                                                            |                                                                  |
| 1950 | 1950                                                             |                                                                  | 3 117                                                            |                                                                  |
| 1955 | 1955                                                             |                                                                  | 2 909                                                            |                                                                  |
| 1960 | 1960                                                             |                                                                  | 2 724                                                            |                                                                  |
| 1965 | 1965                                                             |                                                                  | 2 277                                                            |                                                                  |
| 1970 | 1970                                                             |                                                                  | 1 899                                                            |                                                                  |
| 1975 | 1975                                                             |                                                                  | 1 864                                                            |                                                                  |
| 1980 | 1980                                                             |                                                                  | 2 156                                                            |                                                                  |
| 1985 | 1985                                                             |                                                                  | 2 113                                                            |                                                                  |
| 1990 | 1990                                                             |                                                                  | 2 095                                                            |                                                                  |
| Anm: För åren 1930 och 1940-1945: befolkning enligt folkräkning 31 december enligt den administrativa indelningen den 1 januari följande år. 1950 avser befolkning enligt folkräkning den 31 december enligt den administrativa indelningen den 1 januari 1952. Åren 1935, 1955 samt 1975-1990 avser den kyrkobokförda befolkningen den 31 december enligt den administrativa indelningen den 1 januari följande år. 1960, 1965 och 1970 avser befolkning enligt folkräkning den 1 november enligt den administrativa indelningen den 1 januari följande år. |                                                                  |                                                                  |                                                                  |                                                                  |